# دورفن
دورفن (بالألمانية: Dorfen) هي بلدة ألمانية تقع في ألمانيا في منطقة إيردينغ. يقدر عدد سكانها بـ 13,411 نسمة .